# Campionati del mondo di atletica leggera 2005 - Maratona femminile
La gara della maratona femminile ai Campionati del mondo di atletica leggera di Helsinki 2005 si è svolta nella giornata del 14 agosto.

## Podio
| Posizione | Atleta              | Paese       |
| --------- | ------------------- | ----------- |
| Oro       | Paula Radcliffe     | Regno Unito |
| Argento   | Catherine Ndereba   | Kenya       |
| Bronzo    | Constantina Tomescu | Romania     |

## Risultati
1. Paula Radcliffe,  Regno Unito 2h 20'57"
2. Catherine Ndereba,  Kenya 2h 22'01"
3. Constantina Tomescu,  Romania 2h 23'19"
4. Derartu Tulu,  Etiopia 2h 23'30"
5. Zhou Chunxiu,  Cina 2h 24'12"
6. Yumiko Hara,  Giappone 2h 24'20"
7. Rita Jeptoo,  Kenya 2h 24'22"
8. Harumi Hiroyama,  Giappone 2h 25'46"
9. Hellen Jemaiyo Kimutai,  Kenya 2h 26'14"
10. Megumi Oshima,  Giappone 2h 26'29"
11. Madaí Pérez,  Messico 2h 26'50"
12. Halina Karnatsevich,  Bielorussia 2h 27'14"
13. Dorota Gruca,  Polonia 2h 27'46"
14. Jong Yong-Ok,  Corea del Nord 2h 29'43"
15. Mari Ozaki,  Giappone 2h 30'28"
16. Asha Gigi,  Etiopia 2h 30'38"
17. Ryoko Eda,  Giappone 2h 31'16"
18. Mara Yamauchi,  Regno Unito 2h 31'26"
19. Rosaria Console,  Italia 2h 32'47"
20. Alina Ivanova,  Russia 2h 32'53"
21. Aurica Buia,  Romania 2h 33'20"
22. Shitaye Gemechu,  Etiopia 2h 34'01"
23. Oh Song-Suk,  Corea del Nord 2h 34'07"
24. Ryang Gum-Hwa,  Corea del Nord 2h 34'35"
25. Hayley Haining,  Regno Unito 2h 34'41"
26. Turena Johnson-Lane,  Stati Uniti 2h 34'43"
27. Anna Pichrtová,  Rep. Ceca 2h 34'45"
28. Kirsten Melkevik Otterbu,  Norvegia 2h 35'08"
29. Beatrice Omwanza,  Kenya 2h 35'48"
30. Jill Boaz,  Stati Uniti 2h 36'29"
31. Isabel Eizmendi,  Spagna 2h 36'41"
32. Ana Dias,  Portogallo 2h 36'50"
33. Shireen Crumpton,  Nuova Zelanda 2h 37'03"
34. Irina Permitina,  Russia 2h 38'16"
35. Emily Levan,  Stati Uniti 2h 38'32"
36. Jennifer Crain,  Stati Uniti 2h 39'02"
37. Dire Tune,  Etiopia 2h 39'13"
38. Nadezhda Wijenberg,  Paesi Bassi 2h 39'36"
39. Liza Hunter-Galvan,  Nuova Zelanda 2h 39'47"
40. Tegla Loroupe,  Kenya 2h 39'58"
41. Nadia Ejjafini,  Bahrein 2h 41'51"
42. Maija Oravamäki,  Finlandia 2h 43'31"
43. Clarisse Rasoarizay,  Madagascar 2h 43'58"
44. Oh Jung-hee,  Corea del Sud 2h 47'42"
45. Rebecca Moore,  Nuova Zelanda 2h 50'36"
46. Epiphanie Nyirabarame,  Ruanda 2h 52'11"
47. Hafida Narmouch,  Marocco 2h 52'41"
48. Mulu Seboka,  Etiopia 2h 53'08"
49. Nili Abramski,  Israele 2h 54'08"
50. Mary Akor,  Stati Uniti 2h 57'18"
51. Mamokete Lechela,  Lesotho 3h 03'26" 
  - Debra Mason,  Regno Unito dnf
  - Kenza Wahbi,  Marocco dnf
  - Fabiola William John,  Tanzania dnf
  - Kay Ulrich,  Nuova Zelanda dnf
  - Nuţa Olaru,  Romania dnf
  - Zhor El Kamch,  Marocco dnf
  - Sandra Ruales,  Ecuador dns
  - Agueda Amaral,  Timor Est dns